# James Alan McPherson
Œuvres principales
- Le Décalage

James Alan McPherson, né le 16 septembre 1943 à Savannah en Géorgie et mort le 27 juillet 2016 à Iowa City en Iowa, est un écrivain américain.

## Biographie
James Alan McPherson Jr. est né à Savannah le 16 septembre 1943,.
Il obtient le prix Pulitzer en 1978 pour Elbow Room (Le Décalage).

## Œuvres (sélection)

### Essai
- Railroad: Trains and Train People in American Culture (1976)
- Crabcakes, éd. Simon & Schuster, 1998
- Fathering Daughters: Reflections by Men, co-rédigé avec Dewitt Henry, éd.Beacon Press, 1998
- A Region Not Home: Reflections from Exile,  éd. Simon & Schuster, 2000

### Recueil de nouvelles
- Hue and Cry , éd. Ecco, 1968, rééd. 2001
- Elbow Room, éd.  Fawcett, 1977, rééd. 1986

### Œuvres traduites en français
- Le Décalage [« Elbow Room »], trad. de Catherine Kieffer, Paris, ICA, 1980, 209 p. (BNF 34743951)